# Léonard Limousin
Léonard Limousin född omkring 1505, död 1575 eller 1577, var en fransk emaljmålare.
Limousin var elev till Nardon Pénicaud och verksam i Limoges och Paris. Fram till 1530 arbetade Limousin huvudsakligen i grisaille, därefter med många och lysande färger, av vilka i synnerhet en klarblå ton är karakteristisk för hans arbeten. Dessa utgörs till största delen av tavlor och servisdelar, men även av hela altarverk och dylikt. Hans specialitet var emaljporträtt.